# Rectángulus

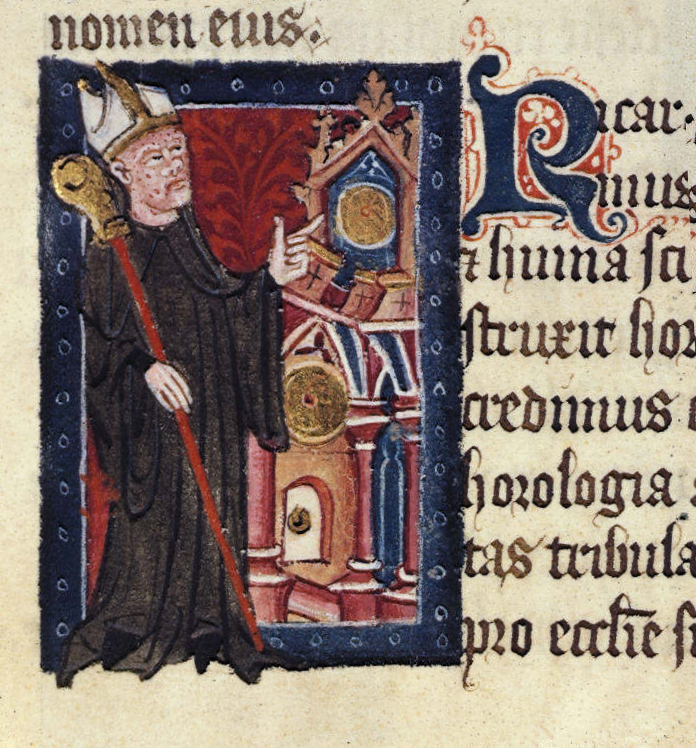
Richard de Wallingdorf, inventor del rectángulus

El rectángulus era un instrumento astronómico hecho por el abad inglés Richard de Wallingford alrededor de 1326. Insatisfecho con las limitaciones de los astrolabios existentes, Richard desarrolló el rectángulus como instrumento para la trigonometría esférica y para medir los ángulos entre los planetas y otros cuerpos astronómicos. Dicho instrumento era una especie de torquetum que podía resolver directamente los ángulos de los componentes cartesianos, simplificando los cálculos adicionales.Éste era uno de varios  instrumentos que  creó, incluyendo un Equatorium y un complicado reloj astronómico.
Para celebrar el 600 aniversario del rectángulus, en 1926 se construyó una réplica que ahora está en el Museo de la Historia de la Ciencia de Oxford.